# Giacomo Luigi Brignole

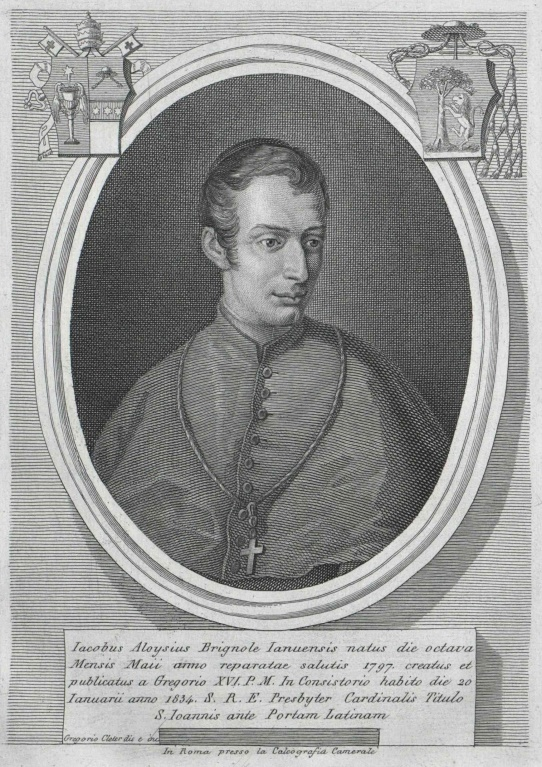
Giacomo Luigi Kardinal Brignole

Giacomo Luigi Brignole (* 8. Mai 1797 in Genua; † 23. Juni 1853 in Rom) war Kurienkardinal der römisch-katholischen Kirche.

## Leben
Giacomo Luigi Brignole, ein Enkel des letzten Dogen der Republik Genua Giacomo Maria Brignole, studierte in Genua und Rom und erhielt danach die Priesterweihe. Später wurde er Apostolischer Protonotar und Vikar der Lateranbasilika.
Papst Pius VIII. ernannte ihn im März 1830 zum Nuntius in der Toskana und zum Titularerzbischof von Nazianzus. Außerdem ernannte der Papst Brignole zum Päpstlichen Thronassistenten. Die Bischofsweihe spendete ihm bereits am 28. März desselben Jahres Kardinal Giacomo Filippo Fransoni. Mitkonsekratoren waren Lorenzo Girolamo Mattei und Antonio Louis Piatti. Papst Gregor XVI. ernannte ihn am 22. Februar 1833 zum Generalschatzmeister der Apostolischen Kammer.
Im Konsistorium vom 20. Januar 1834 nahm ihn Gregor XVI. als Kardinalpriester von San Giovanni a Porta Latina ins Kardinalskollegium auf. 1838 bekam Kardinal Brignole die Titelkirche Santa Cecilia zugewiesen. Im Dezember 1840 ernannte ihn Gregor XVI. zum Präsidenten der Subsidienkommission.
Nach dem Tod Gregors XVI. nahm Brignole am Konklave 1846 teil. Der neue Papst Pius IX. nahm ihn im Juni 1847 in die Klasse der Kardinalbischöfe auf und wies ihm das Bistum Sabina zu. 1849 wurde er Präfekt der Indexkongregation. 1851 ernannte ihn Pius IX. zum Kämmerer des Heiligen Kardinalskollegiums. Dieses Amt behielt Kardinal Brignole ein Jahr lang und starb im Juni 1853. Beigesetzt wurde er in seiner früheren Titelkirche Santa Cecilia.